# Aplocera numidaria
Aplocera numidaria là một loài bướm đêm trong họ Geometridae.